# Hypsoprora maculata
Hypsoprora maculata är en insektsart som beskrevs av Fonseca och Diringshofen 1974. Hypsoprora maculata ingår i släktet Hypsoprora och familjen hornstritar. Inga underarter finns listade i Catalogue of Life.